# New Shepard
New Shepard — це система космічного запуску багаторазового використання з вертикальним зльотом і вертикальною посадкою, суборбітальна пілотована ракета, яка розробляється Blue Origin, компанією, що належить Amazon.com, її засновник — Джефф Безос. Розробляється як комерційна програма для суборбітального космічного туризму. New Shepard — названа на честь американського астронавта Алана Шепарда.
Тестування прототипу двигуна і космічного корабля розпочались у 2006 році, а повномасштабна розробка двигуна BE-3 розпочалась на початку 2010-х і була завершена у 2015 році. Непілотований тестовий політ капсули New Shepard разом з руховим модулем розпочався у 2015 році. Польоти з пасажирами планується здійснити 2018 року, комерційні запуски  наприкінці 2018 року.
23 листопада 2015 року після досягнення висоти 100.5 км, космічний апарат успішно здійснив вертикальну м'яку посадку — це був перший раз, коли ракета повернулась з космосу і здійснила вертикальну посадку. Три додаткові тестові польоти були здійснені тим самим засобом впродовж перших шести місяців 2016 року. П'ятий і фінальний політ ракети був здійснений у жовтні 2016 року для тестування рятувальної системи капсули. Перші пілотовані тести планується здійснити у 2018 році.
У травні 2021 року компанія оголосила, що вже у липні 2021 року запустить перший космічний корабель на висоту 100 км. Серед 4 членів екіпажу буде один пасажир, який купить своє місце на аукціоні. Станом на 20 травня 2021 року ціна за місце на аукціоні виросла до 2,8 млн дол. Зрештою ціна сягла $28 мільйонів; однак, цей пасажир потім відмовився через нестикування в розкладах і його замінив 17-річний Олівер Демен.
20 липня 2021 року корабель здійснив перший політ із космонавтами, серед них - Джеф Безос.

## Історія

### Перший транспортний засіб Blue Origin і розробка двигуна
Перший транспортний засіб кампанії — Goddard був сконструйований на потужностях Blue Origin біля Сіетлу, Вашингтон. Розробка системи почалася компанією в 2006 році. Тоді ж компанія купила ділянку площею близько 668 км² в штаті Техас для будівництва стартового комплексу й інших будівель. Випробувальний політ першого прототипу відбувся 13 листопада 2006 року. Проєктний менеджер Роб Майєрсон зазначив, що Техас обраний як пусковий майданчик частково через історичні зв'язки штату з аерокосмічною галуззю, також він додав, що виготовлення транспортних засобів здійснюватиметься не в Техасі.
Для розробки системи New Shepard необхідно було створити також і капсулу, проєктування конструкції капсули розпочалось на початку 2000-х. 19 жовтня 2012 року, Blue Origin успішно здійснила випробування рятувальної системи повномасштабного макету пілотованої капсули на пусковому майданчику у Техасі. Під час тестування капсула запустила спеціальний двигун і від'єдналась від симулятора ракети-носія. Пілотована капсула піднялась на висоту в 703 м, після чого безпечно здійснила посадку за допомогою парашутів.
У квітні 2015 року, Blue Origin анонсувала, що вони закінчили тестування BE-3, який буде встановлений на космічному кораблі New Shepard. Компанія також зазначила, що початок польотних випробувань New Shepard запланований на 2015 рік. Того ж місяця Федеральне управління цивільної авіації США повідомило, що документи для здійснення тестових польотів вже затверджена, тестові випробування планується розпочати в середині травня 2015 року.
Станом на лютий 2016, побудовано три космічні кораблі New Shepard. Перший було втрачено під час тесту у квітні 2015, другий здійснив два польоти, третій вже було виготовлено на фабриці Blue Origin у Кенті, Вашингтон.

### Програма політних випробувань
Кількарічна програма тестових польотів розпочалась у 2015 році і тривала до 2017. В середині 2016 року програма тестів була успішною і Blue Origin почала здійснювати суборбітальні дослідження для університетів і НАСА.
| Дата              | Транспортний засіб | Примітки |
| ----------------- | ------------------ | --- |
| 29 квітня 2015    | New Shepard 1      | 29 квітня 2015 року капсула досягла висоти 93.5 км і успішно приземлилася, посадка ракети не вдалася. |
| 23 листопада 2015 | New Shepard 2      | Успішна посадка на Землю ракети «New Shepard» після запуску. |
| 22 січня 2016     | New Shepard 2      | Здійснено другий успішний запуск. «New Shepard» досяг висоти 101,7 км, після чого капсула і двигун м'яко повернулися на землю для відновлення і повторного використання                                                                          |
| 2 квітня 2016     | New Shepard 2      | Ракета-носій New Shepard виконала третій політ, досягши висоти у 103,8 км і успішно приземлившись у визначеному місці. |
| 19 червня 2016    | New Shepard 2      | Здійснено новий політ ракети-носія New Shepard. Цього разу непілотована капсула із науковим обладнанням, від'єднавшись від носія, досягла висоти у 101 км, після чого успішно приземлилася. Носій також успішно приземлився у визначеному місці. |
| 5 жовтня 2016     | New Shepard 2      | Здійснено п'ятий тестовий запуск ракети «New Shepard» з випробуванням системи аварійного порятунку (САП). |
| 12 грудня 2017    | New Shepard 3      | Успішний суборбітальний політ і приземлення. Перший запуск New Shepard 3 і нової капсули для екіпажу 2.0. |

#### New Shepard 1

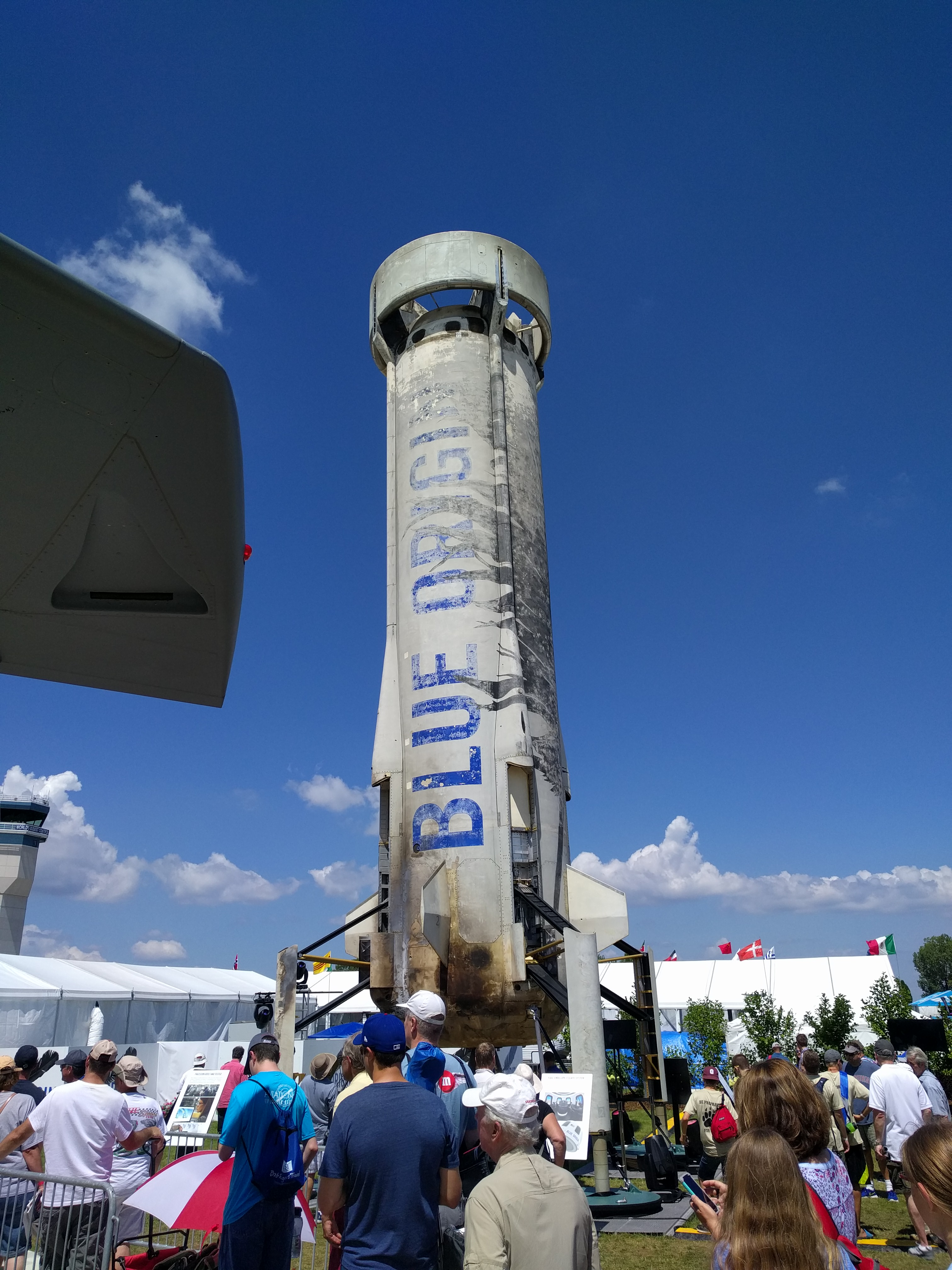
New Shepard2 у 2017 році

Перший політ повномасштабного транспортного засобу New Shepard 1 (NS-1) було здійснено 29 квітня 2015 року. Ракета досягла висоти 93.5 км. Під час тестового польоту капсула успішно здійснила посадку за допомогою парашутів, ракета-носій розбилась під час спуску через помилку в роботі гідравліки системи управління транспортного засобу.

#### New Shepard 2
New Shepard 2 (NS-2), другий повномасштабний тестовий транспортний засіб. Він здійснив 5 успішних тестових польоти у 2015 і 2016 роках і був списаний після п'ятого польоту у жовтні 2016 року.

##### Перше вертикальне м'яке приземлення
Після втрати апарата NS-1, був побудований новий зразок — NS-2. Його перший політ, який є другим тестовим польотом транспортних засобів New Shepard загалом, відбувся 23 листопада 2015 року. Апарат досяг висоти 100.5 км і успішно приземлився на землю, так само як і капсула. Ракета-носій успішно здійснила м'яку вертикальну посадку. Це був перший успішний політ ракети, яка здійснила вертикальне приземлення на Землю після досягнення 3140 км транспортним засобом McDonnell Douglas DC-X у 1990-х. Джефф Безос зазначив, що прискорювач New Shepard має використовувати ту ж саму архітектуру орбітального транспортного засобу.

##### Друге вертикальне м'яке приземлення
22 січня 2016 Blue Origin успішно повторила політ 23 листопада 2015 року, використавши той самий транспортний засіб. New Shepard досяг висоти 101,7 км і, після від'єднання, капсула і прискорювач повернулись на Землю. Таким чином була продемонстрована багаторазовість системи New Shepard з часом для підготовки наступного запуску — 61 день.

##### Третє вертикальне м'яке приземлення
2 квітня 2016 року корабель New Shepard 2 піднявся в небо втретє, він досяг висоти 103,8 км і успішно повернувся на Землю.

##### Четверте вертикальне м'яке приземлення
19 червня 2016 року, суборбітальний корабель NS-2 здійснив свій четвертий політ, він досяг висоти 100,5 км, після чого успішно приземлився. Капсула здійснила посадку за допомогою парашутів, проте цього разу під час спуску були використані лише два парашути, вони загальмували спуск капсули до 32 км/год, а не до 25 км/год, коли використовувались три парашути.

##### П'ятий і фінальний випробувальний політ NS-2
П'ятий і фінальний випробувальний політ NS-2 відбувся 5 жовтня 2016 року. Після 45 секунд польоту ракети була активована Система аварійного порятунку. Капсула для пасажирів та екіпажу відокремилася від ракети на висоті 4893 метрів, полетіла у бік, і після досягнення висоти в 7092 метрів почала спускатися. Приземлення капсули відбулося штатно. Ракета після спрацювання системи аварійного порятунку продовжила підйом, досягнувши висоти 93713 метрів. Після 7 хв. 29 сек. польоту ракета успішно приземлилася. Під час приземлення була можливість безпечного приземлення капсули з використанням двох парашутів замість передбачених трьох, а також безпечного використання траєкторій зльоту із більшим нахилом у напрямку до місця приземлення. Передбачалось, що New Shepard 2 після цього тестового польоту буде розміщений у музеї.

#### New Shepard 3
New Shepard 3 (NS-3) має модифікації: підвищено багаторазовість і поліпшено термальний захист. Ракета-носій також була модифікована для покращення багаторазовості: були додані нові панелі доступу для більш швидкого обслуговування і покращено термальний захист. Капсула третьої версії має справжні вікна.
New Shepard 3 — це третій зразок ракети-носія. Він був сконструйований і доправлений на стартовий майданчик у вересні 2017 року, також деякі детали були створені на початку березня 2016.
Тестовий політ відбувся 12 грудня 2017 року. Це був перший політ, здійснений за ліцензією, наданою Федеральним управлінням цивільної авіації США. Попередні тестові польоти мали експериментальний дозвіл і не дозволяли компанії запускати комерційний вантаж. Це був перший політ New Shepard 3, який мав корисне навантаження: капсула містила 12 експериментів, а також тестовий манекен «Скайуокер».

#### New Shepard 4
New Shepard 4 (NS-4) — четвертий зразок корабля, матиме конструкцію, яка дозволяє розмістити пасажирів в капсулі. Станом на вересень 2017 року, Blue Origin планує здійснити перший політ з пасажирами у 2018 році.
Наступні кораблі ще будуються. Планується побудувати шість кораблів, для виготовлення кожного потрібно від 9 до 12 місяців. Після будівництва і тестових польотів, Blue Origin зазначила «нехай попит на космічний туризм і дослідження визначають, скільки додаткових транспортних засобів може знадобитися».

#### Подальші місії New Shepard
Перший безпілотний політ місії New Shepard 14 (NS-14) було здійснено 14 січня 2021 року.
Місія NS-15 стартувала 14 квітня 2021 року і досягла 106 км висоти. На борту був манекен Люка Скайвокера.
Станом на травень 2021 року компанія планує перший пілотований політ у липні 2021 року. На борту буде чотири космонавти, один з них завдяки купленому на аукціоні квитку. Планується підйом до висоти 100 км і спуск на парашутах. Станом на 20 травня 2021 року, ціна на місце в космічному корабля виросла до $2,8 млн. Остаточну ціну планувалось визначити 12 червня 2021 року.
18 грудня 2023 року, компанія Blue Origin повідомила, що старт NS-24, який був запланований на 9:30 за східним стандартним часом (17:30 за київським часом), після годинної затримки через несприятливі погодні умови в районі стартового майданчика Blue Origin у Західному Техасі (США), було скасовано. Запуск NS-24 мав бути непілотованим. В його рамках було заплановано виведення на низьку навколоземну орбіту 33 науково-дослідних вантажів. Більш ніж половина з них було розроблено NASA, інші були підготовлені учнями різних старших американських шкіл, університетів та інших освітніх організацій.
23 жовтня 2024 року, об 11:30 ранку за східним часом (15:30 за Грінвічем), стартувала місія NS-27. Ця місія ознаменувала дебют другого пілотованого корабля New Shepard, який складається з першого ступеня – Booster 5 та капсули для екіпажу під назвою RSS Kármán Line. На борту NS-27 не було людей, але місія вивела на орбіту 12 дослідницьких корисних вантажів, п’ять з яких знаходилися на прискорювачі та сім усередині капсули. Ракета досягла максимальної висоти 101 км, перш ніж повернулася на посадковий майданчик приблизно через 7 хв. і 20 с.

## Будова

### Капсула

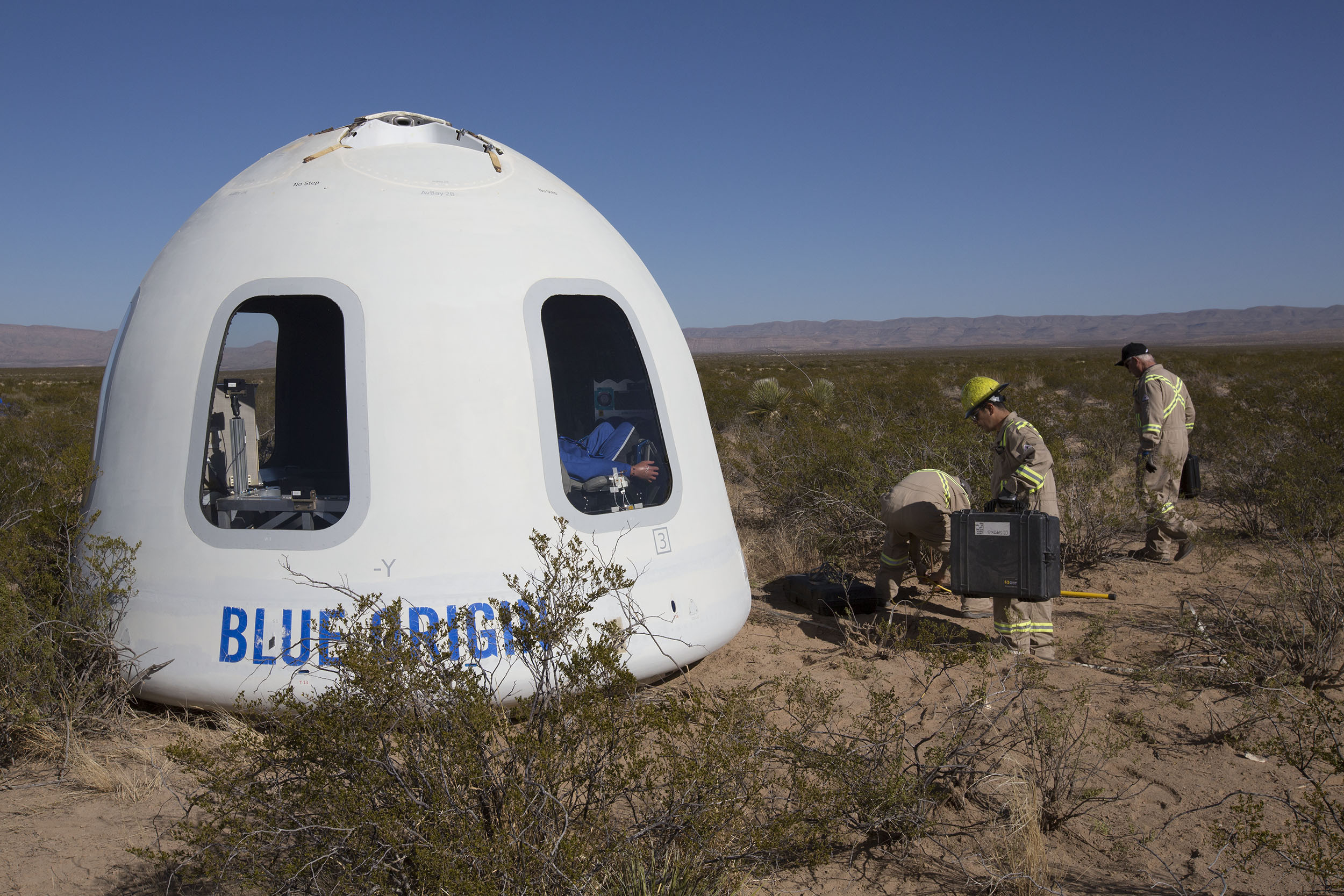
Капсула New Shepard 3, 12 грудня 2017 року

Герметична капсула призначена для 6 осіб, вона має систему аварійного рятування з парашутами. Після вертикального прискорення ракетою-носієм капсула відділяється на висоті 40 кілометрів і здійснює підйом по інерції до висоти понад 100 кілометрів, умовно прийнятої як кордон між атмосферою і космосом. Таким чином, пасажири капсули можуть претендувати на звання астронавта (не здійснюючи при цьому орбітального польоту).

### Ракета
Ракета-носій капсули — це одноступенева багаторазова ракета, з двигуном РРД BE-3, який працює на водні (паливо) і кисні (окислювач). Тяга двигуна близько 50 тонн-сил (490 кілоньютонів). Причому тяга двигуна може регулюватися від 1 до 50 тонн-сил. У ході польоту ракета здійснює вертикальне прискорення тривалістю близько 110 секунд і досягає висоти близько 40 км, де відбувається відділення капсули. Ракета потім здійснює самостійний спуск і посадку за допомогою маршового двигуна.

## Опис суборбітального польоту
New Shepard запускається вертикально із Західного Техасу і, після польоту тривалістю 110 с, досягає висоти 40 км. Імпульс корабля підіймає капсулу на висоту близько 100 км. При досягненні апогею капсула вдруге запускає двигуни вже за кілька десятків секунд до вертикальної посадки, біля його стартового майданчика. Загальна тривалість всіх етапів польоту — 10 хвилин.
Капсула з пасажирами відділиться від ракети-носія близько апогею і здійснить спуск за допомогою парашутів. Ракета-носій повертається на Землю і за допомогою двигунів здійснює вертикальну посадку. У випадку надзвичайної ситуації капсула з пасажирами має систему аварійного рятування: двигуни відділяють капсулу від ракети-носія і вона спускається за допомогою парашутів на землю.
Blue Origin мала плани здійснити політ з «тестовими пасажирами» на початку 2018 року, а невдовзі після цього мали розпочатись комерційні польоти. Але тестування космічного корабля затягнулися.
Станом на травень 2021 перший пілотований політ заплановано на липень 2021 року.

## Розробка
Тестові польоти (до 600 м) на зменшеному макеті корабля New Shepard були заплановані на четвертий квартал 2006 року. Пізніше було повідомлено, що тести відбудуться у листопаді 2006 року. Планувалось здійснити до десяти тестових польотів прототипів корабля. Тестовий політ на висоту 100 км планувалось здійснити між 2007 і 2009 роками, це вимагало більших макетів корабля. Повномасштабний варіант тестового корабля планувалось збудувати і провести випробування до 2010 року, проте це успішно відбулось лише у 2015 з наступною ціллю: запуск комерційних польотів у 2018 році. Транспортний засіб може здійснювати до 50 запусків на рік. Але спочатку компанія повинна отримати дозвіл на тестові польоти та ліцензію, необхідну для здійснення комерційних польотів. Компанія організувала зустріч 15 червня 2006 року у Ван Горні, як умову для отримання дозволу для тестових польотів. У 2006 році Blue Origin планувала здійснювати до 52 запусків корабля на рік із Західного Техасу. Капсула корабля має три пасажирських місця.

### Прототип транспортного засобу
Перший тестовий політ прототипу був здійснений 13 листопада 2006 року. Це був перший тестовий політ Blue Origin, корабель мав назву Goddard. Запуск на висоту 87 м був успішним. На офіційному сайті компанії можна переглянути відео з цим запуском.

### Другий тестовий транспортний засіб
Другий тестовий транспортний засіб здійснив два польоти у 2011. Перший політ був коротким і на невелику висоту, здійснений приблизно на початку червня. Тестовий транспортний засіб мав назву «PM2». Можливо, назва розшифровується як «Руховий модуль».
Другий тестовий транспортний засіб вдруге піднявся у повітря 24 серпня 2011 року у Західному Техасі. Він завершився невдачею через втрату зв'язку і контролю над апаратом. Компанія відновила залишки космічного апарата після аварії. 2 вересня 2011 Blue Origin опублікувала причину аварії апарата. Коли засіб досяг швидкості 1.2 Маха і висоти 14 км, «була вимкнена тяга двигунів».

### Співпраця з NASA за програмою Commercial Crew Development
Компанія Blue Origin отримала $3.7 млн за програмою Commercial Crew Development (фаза 1) для розробки і покращення рятувальної системи і композитного герметичного відсіку New Shepard Станом на лютий 2011 з проведенням другого наземного тесту, Blue Origin завершила всі роботи пов'язані з виконанням фази 1 вищезазначеної програми, які включають рятувальну систему і композитний герметичний відсік корабля New Shepard.

## Комерційні суборбітальні польоти

### Дослідницьке корисне навантаження NASA
У березні 2011 року Blue Origin почала співпрацювати з НАСА в рамках програми Flight Opportunities, за якою в капсулу New Shepard буде встановлене наукове обладнання масою 11.3 кг для досліджень.

### Польоти з пасажирами
Після п'ятого успішного завершення польотного тесту New Shepard 2 у жовтні 2016 року, Blue Origin зазначила, що вони на шляху до запуску капсули з астронавтами у кінці 2017 року і готові розпочати суборбітальні комерційні польоти у 2018 році. Тестові запуски корабля у 2017 році здійснювались без астронавтів.
14 квітня 2021 року Blue Origin Джеффа Безоса провела фінальне безпілотне випробування ракети New Shepard, останнє перед пілотованим польотом.
У травні 2021 року розпочався продаж квитків для космічних туристів.2 0 липня 2021 відбувся успішний політ з пасажирами. У перший політ літали Джефф Безос, його брат Марк Безос, Воллі Фанк та 17-річний данський студент Олівер Демен. Одне місце на свій перший туристичний політ у космос компанія Blue Origin продала за 28 млн доларів.
12 жовтня 2021 року мав відбутися другий політ, але його було перенесено на 13 жовтня через несприятливі погодні умови. Загалом політ тривав близько 11 хвилин, капсула з екіпажем піднялася на висоту понад 100 кілометрів над поверхнею Землі. Запуск ракети транслювався онлайн. Серед членів екіпажу зірка Стар Трек актор Вільям Шетнер та підприємець Глен де Вріс. Останній загинув у авіакатастрофі через місяць після здійснення космічного польоту.
23 листопада 2021 року Blue origin анонсувала наступний суборбітальний політ космічної ракети New Shepard. Екіпаж з шести туристів відправився на орбіту 11 грудня 2021 року. Політ тривав 10 хвилин та 13 секунд, а максимальна швидкість ракети склала 3,611 тисячі кілометрів на годину. В якості почесних гостей пасажирами стали телеведучий та зірка НФЛ Майкл Стрейхен, Лора Шепард Черчлі – старша дочка першого американця, який полетів у космос, Алана Шепарда на честь якого і названо корабель New Shepard. Чотири космічні туристи оплатили політ:  бізнесмен Ділан Тейлор, інвестор Еван Дік, а також венчурний капіталіст Лейн Бесс та його син Кемерон Бесс.
29 серпня 2024 року компанія Blue Origin здійснила черговий запуск свого багаторазового корабля New Shepard. Місія отримала назву NS-26. Старт було здійснено зі стартового майданчика Corn Ranch, який знаходиться у Техасі (США). В політ відправились шестеро людей: Роб Ферл, Карсен Кітчен, Ніколіна Елрік, Юджин Грін, Ейман Джахангір та Ефраїм Рабін.